# (5566) 1991 VY3
(5566) 1991 VY3 (1991 VY3, 1951 YT1, 1981 BM, 1987 DQ3, 1990 RQ6) — астероїд головного поясу, відкритий 11 листопада 1991 року.
Тіссеранів параметр щодо Юпітера — 3,179.